# Alexander Hardcastle

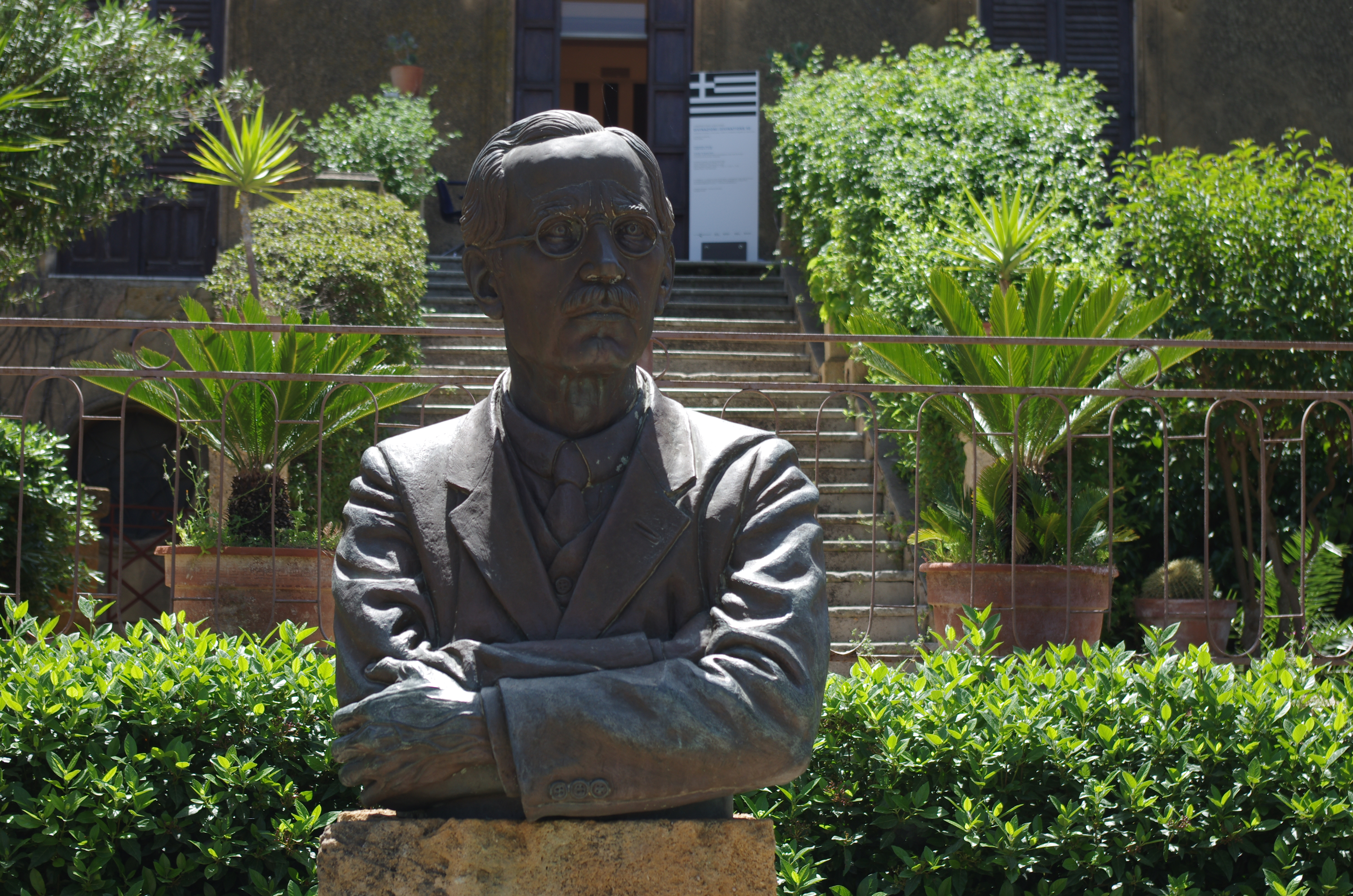
Büste Alexander Hardcastle in Agrigent

Alexander Hardcastle (* 25. Oktober 1872 in London; † 27. Juni 1933 in Agrigent) war ein britischer Offizier und Amateurarchäologe.
Alexander Hardcastle wurde als Sohn des Barristers Henry Hardcastle aus dessen Ehe mit Maria Sophie Herschel, Tochter des Sir John Herschel, 1. Baronet, geboren. 1892 trat er als Second Lieutenant der Royal Engineers in die British Army ein und wurde 1895 zum Lieutenant befördert. Er war unter anderem 1895 bis 1898 in den Straits Settlements stationiert und diente dann im Zweiten Burenkrieg in Südafrika, wofür er mit der Queen’s South Africa Medal mit zwei Spangen ausgezeichnet wurde. 1903 wurde er zum Captain befördert und 1907 in den Ruhestand versetzt, aus dem er 1914 bis 1917 zum Ersten Weltkrieg reaktiviert wurde.
1921 kam er nach Sizilien und ließ sich in Agrigent nieder, wo er die Villa Aurea zwischen dem Concordiatempel und dem Heraklestempel bewohnte. Sein Vermögen verwendete er dazu, die Erforschung der dortigen archäologischen Stätten zu finanzieren. So ermöglichte er die Ausgrabungen durch Pirro Marconi in den 20er Jahren und das Wiederaufrichten der acht Säulen an der Südseite des Heraklestempels.
Für seine Verdienste um die Archäologie erhielt Alexander Hardcastle die Ehrenbürgerwürde der Stadt Agrigent und wurde 1928 zum Kommandeur des Ordens der Krone von Italien ernannt.